# Guillaume-Marie Frédéric Bouange
Guillaume-Marie Frédéric Bouange, né le 19 janvier 1814 à Aurillac (Cantal) et mort le 5 mai 1884 à Langres (Haute-Marne), est un prélat français, évêque de Langres de 1877 à 1884.

## Biographie

### Premières années
Fils de Guillaume Bouange, boulanger à Aurillac, et de Marie Coste, son épouse, Guillaume-Marie Bouange est ordonné prêtre par Frédéric-Gabriel-Marie-François de Marguerye pour le diocèse de Saint-Flour le 9 juin 1838. Il effectue les fonctions de pro-secrétaire de l’évêché puis secrétaire général du diocèse et chanoine honoraire de Saint-Flour en 1839. En 1845, il devient vicaire général de l'évêché de Saint-Flour et curé de Notre-Dame des Neiges d'Aurillac en 1847. En 1851, il devient vicaire général de la Basse-Terre puis de Reims en 1867  Lorsque Marguerye devient évêque d'Autun en 1852, Guillaume-Marie Frédéric Bouange le rejoint comme vicaire général. Il sera en poste jusqu'à la démission de son évêque en 1872. Après celle-ci, il devient curé archiprêtre de Saint-Géraud d'Aurillac dont il se fait l'historiographe. 

### Évêque de Langres
Nommé évêque de Langres le 23 juin 1877, confirmé le 21 septembre suivant, il est sacré en l'abbatiale Saint-Géraud le 18 novembre 1877 par Charles-Amable de La Tour d'Auvergne-Lauragais, archevêque de Bourges. Il effectue son entrée solennelle à Langres le 3 décembre 1877.  

#### Opposition aux lois Ferry
Lors de la première guerre des Manuels, la congrégation de l'Index condamne quatre manuels de morale laïque comme contraires aux doctrines chrétiennes et en interdit la lecture. Le ministère des Cultes ayant défendu que ce décret soit lu dans les églises de France, Bouange choisit de passer outre et fait largement diffuser la condamnation dans son diocèse.

### Décès
Il décède le 5 mai 1884 en son évêché de Langres.

## Distinction
- Chevalier de la Légion d'honneur (5 mai 1863)[5]

## Armes
Parti : au 1 d'or au Sacré-Cœur de gueules sommé d'une croix de sable au comble engreslé de sinople ; au 2 de sinople au Saint Cœur de Marie d'argent, à la filière engreslée d'or.